# Либенський Сергій Володимирович
Сергій Володимирович Либенський — український військовослужбовець, старший лейтенант Національної гвардії України, учасник російсько-української війни, що відзначився у ході російського вторгнення в Україну. Герой України (2025, посмертно).

## Життєпис
Під час російського вторгнення в Україну — старший лейтенант 13-тї бригади оперативного призначення НГУ «Хартія».
Загинув 18 липня 2025.
Похований у Києві на Байковому кладовищі.

## Нагороди
- Звання Герой України з удостоєнням ордена «Золота Зірка» (8 серпня 2025, посмертно) — за особисту мужність і героїзм, виявлені у захисті державного суверенітету та територіальної цілісності України, самовіддане служіння Українському народу[3].